# Завод аміаку у Айн-Сохні
Завод аміаку у Айн-Сохні – підприємство єгипетської хімічної промисловості, споруджене у промисловій зоні біля червономорського порту Айн-Сохна.
В 1990-х – на початку 2000-х в єгипетському секторі Середземного моря виявили значні запаси природного газу, що призвело до створення цілого ряду виробництв, орієнтованих на його використання. Одним з них є завод аміаку в Айн-Сохні, яким опікується Egyptian Basic Industries Company (EBIC). Він став до ладу в 2009-му та має одну виробничу лінію, здатну продукувати 730 тисяч тон аміаку на рік.
На сусідньому майданчику розташований завод з виробництва азотних добрив компанії EFC, з яким EBIC спільно використовує певні інфраструктурні об’єкти (постачання води, водовідведення та інше). 
Завод EBIC орієнтований на експорт готової продукції, який здійснюється через розташований в портовій зоні Айн-Сохна термінал Sonker Bunkering Company. Останній почав роботу в тому ж 2009-му і на його території зведено два належні EBIC резервуари для зберігання аміаку загальною ємністю 110 тисяч м3.
Природний газ надходить до Айн-Сохни по газотранспортному коридору Ель-Тіна – Айн-Сохна та системі Рас-Шукейр – Аль-Сохна.
В першій половині 2010-х років на тлі масштабних інвестицій у електроенергетику та виснаження власних родовищ у Єгипті виник дефіцит блакитного палива, який відчув на собі і завод EBIC. Для покриття дефіциту єгипетська влада організувала імпорт блакитного палива у вигляді ЗПГ через термінал в порту Айн-Сохна. При цьому саме EBIC наприкінці 2015-го надала свій причал для тимчасового розміщення другої плавучої установки зі зберігання BW Singapore. До середини 2017-го для неї спорудили постійний причал і EBIC змогла відновити експорт аміаку.
Проект реалізував консорціум у складі KBR (розробник технології, за якою працює завод) та японських компаній Mitsubishi, JGC та Itochu. Станом на 2021-й 75% участі викупила компанія Fertiglobe, яка належить OCI NV (володіє рядом заводів з виробництва добрив у кількох країнах світу) та нафтогазовому концерну Abu Dhabi National Oil Co. (ADNOC) з розподілом участі як 58% та 42%.
В першій половині 2020-х очікується реалізація у індустріальній зоні Айн-Сохна проекту з виробництва водню шляхом електролізу. Частина цього водню буде постачатись на завод EBIC для подальшого використання у синтезі аміаку.